# Tyria senecionis
Tyria senecionis là một loài bướm đêm thuộc phân họ Arctiinae, họ Erebidae.